# Actinote guatemalena guerrerensis
Actinote guatemalena guerrerensis es una subespecie de Actinote guatemalena, mariposa de la familia Nymphalidae.

## Descripción
Antenas, cabeza, tórax y abdomen son de color negro. El color de fondo de las alas es de color café oscuro.  El margen costal de las alas anteriores es convexo, el ápice es redondo, margen externo y margen anal es ligeramente convexo.  En la célula discal presenta dos manchas amarillas,  una alargada y otra casi redonda.  En la región postdiscal presenta serie de manchas amarillas entre las celdas R5-M1, M1-M2, M2-M3, M3-Cu1. Y dos manchas una en la banda postdiscal en la celda Cu1-Cu2 y la otra más pequeña en la región submarginal. Y otra mancha alargada de color amarillo que comienza en la región postbasal y se extiende hasta la región postdiscal en la celda Cu2-A2. También en esta misma celda presenta otra mancha más pequeña en la región submarginal. Las venas son de color café oscuro. Las alas posteriores son de color café oscuro, presenta venas del mismo color. En la célula discal presenta casi en su totalidad escamas amarillas a excepción del centro de esta que se dibuja una línea del mismo color de fondo de las alas. En las celdas presenta manchas amarillas que cubren el ancho de la celda hasta la región postdiscal con una línea en el centro del mismo color de fondo de las alas. En su parte más externa las manchas son abiertas y cerradas en su parte más apical.  La región marginal como la submarginal es de color café oscuro de fondo.  Ventralmente tiene el mismo patrón de figuras sin embargo, presentan mayormente escamas amarillas en ambas alas, por lo que predomina el color amarillo (“pueden verse las alas lustrosas y translucidas”) En la celda costal, es totalmente amarillo el color de las escamas. Las antenas, cabeza, tórax y abdomen son de color negro. Palpos con algunos pelos grises. La hembra es similar al macho sin embargo el color de fondo de las alas es más claro.

## Distribución
Suroeste de México (Sierra Madre del sur), Guerrero y Oaxaca.

## Hábitat
Guerrero: Nueva Delhi, a los 1300 m s. n. m.  El Faisán (1250 m s. n. m., donde la vegetación es el bosque tropical subcadocifolio, combinado con cafetal); Atoyac de Álvarez, Rancho de Atoyac, Retrocesos (bosque mesófilo de montaña, y cafetal);  El Azulillo, cerca de Chacalapilla;  Pluma Hidalgo; San Matín Tilcajete.

## Estado de conservación
No está enlistada en la NOM-059, ni tampoco evaluada por la UICN. 